# Tom de Glanville
Pas d'image ? Cliquez ici

a Compétitions nationales et continentales officielles uniquement.

b Matchs officiels uniquement.
Dernière mise à jour le 9 octobre 2023.
Tom de Glanville, né le 10 décembre 1999 à Bath (Angleterre), est un joueur anglais de rugby à XV jouant au poste d'arrière à Bath Rugby en Premiership.

## Biographie

### Jeunesse et formation
Tom de Glanville est le fils de l'ancien capitaine de l'équipe d'Angleterre de rugby à XV, Phil de Glanville,. Il commence lui aussi le rugby dès l'âge de six ou sept ans au sein de Bath Rugby. Entre ses onze et dix-huit ans, il fréquente la Beechen Cliff School (en) à Bath. Par la suite, il est étudiant en biologie à l'université de Leeds et joue en parallèle pour le club de National League 2 d'Otley RFC, en prêt de Bath Rugby, ce qui lui a permis d'engranger du temps de jeu en senior. Il change ensuite d'établissement scolaire pour continuer ses études dans le même domaine au sein de l'université de Bath, mais aussi dans le but de s'entraîner à plein temps avec Bath Rugby après être passé par son Academy (centre de formation).

### Carrière en club
Il signe son premier contrat professionnel avec Bath à l'été 2019. Il fait ensuite ses débuts la même année contre les Exeter Chiefs en Coupe d'Angleterre. En août 2020, après la fin du confinement, il marque deux essais qui aident le club à se qualifier en phase finale de Premiership, face à Leicester, puis contre Northampton, pour sa première fois en tant que titulaire en championnat.
Après une saison 2022-2023 perturbée par les blessures, il s'illustre dès le début de la saison 2023-2024 avec deux essais contre les London Scottish en Premiership Rugby Cup (en).

### Carrière internationale
Capé chez les moins de 18 ans de l'Angleterre, il est sélectionné avec l'équipe d'Angleterre des moins de 20 ans pour le Tournoi des Six Nations des moins de 20 ans 2019, où il marque notamment un essai après un slalom dans la défense écossaise, et participe également au championnat du monde junior.
Appelé par Eddie Jones, il prend part à la préparation des tests d'automne 2020 de l'équipe d'Angleterre. Pas retenu pour leurs rencontres, il est néanmoins sélectionné dans le groupe des Barbarians pour affronter l'Angleterre.

## Style de jeu
Chez les jeunes, il a joué essentiellement en tant que demi d'ouverture, mais aussi en tant que demi de mêlée pendant un an. De manière générale, il a été utilisé à tous les postes de la ligne arrière. Lors de sa carrière avec Bath, il est majoritairement titularisé en tant qu'arrière.

## Palmarès
- Bath Rugby
  - Finaliste du Championnat d'Angleterre en 2024.
  - Vainqueur de la Challenge Cup en 2025.
  - Vainqueur du Championnat d'Angleterre en 2025.